# ETAシステムズ
ETAシステムズ (ETA Systems) は、1983年にコントロール・データ・コーポレーション (CDC) からのスピンオフによって設立されたアメリカ合衆国のスーパーコンピュータ企業。ETA10という高性能マシンをリリースすることに成功したが、赤字を出し続けたため、CDCはこの会社を1989年にたたんだ。

## 歴史
CDCは、シーモア・クレイが自らのクレイ・リサーチ社を設立してからは、スーパーコンピュータ市場での立場が弱くなっていった。CDCのウィリアム・ノリスは、世界最高性能のスーパーコンピュータを作るには大きくなり過ぎた会社では無理だと判断し、1983年、開発部門をスピンオフさせたETAシステムズ社を設立した。ETAシステムズは1986年までに10GFLOPSのマシン（命令サイクル10ナノ秒）を作ることを目標としていた。
この目標を達成するため、ETAはCMOS回路を液体窒素で冷却することによって高クロックで駆動するなどの革新的技術を生み出した。これによってETA10は7ナノ秒の命令サイクルを実現し、ベンチマークでは 10GFLOPSを達成した。しかし、実際のアプリケーションでは最高でも4.5GFLOPSしか出せなかったとも言われている。
その後、30GFLOPSを目標としてETA30が計画されたが、実現することはなかった。1989年4月、CDCはETAシステムズをたたみ、CDCに戻すことを決定した。それまでに液冷システムが7台、空冷システムが27台売れた（実際に納入されたのはもっと少ないという説もある）。その時点でETA10はスーパーコンピュータ市場で最高の価格性能比を誇っていた。その後、CDCはスーパーコンピュータからは完全に手を引き、残っていた ETA10マシンをある高校に無料で提供した。

## ETA10

### ハードウェア

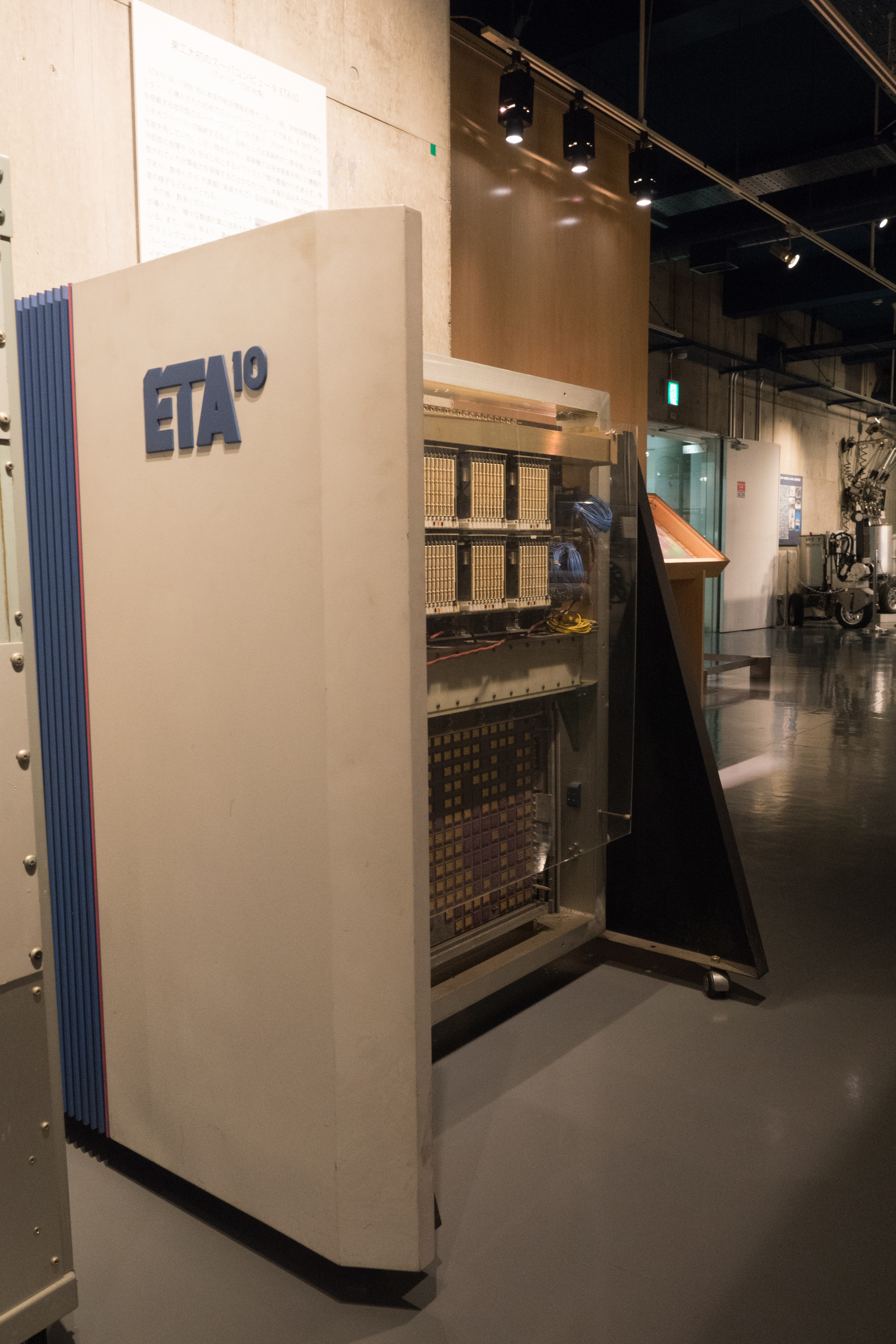
ETA10 筐体とCPUユニット。東京工業大学博物館所蔵。

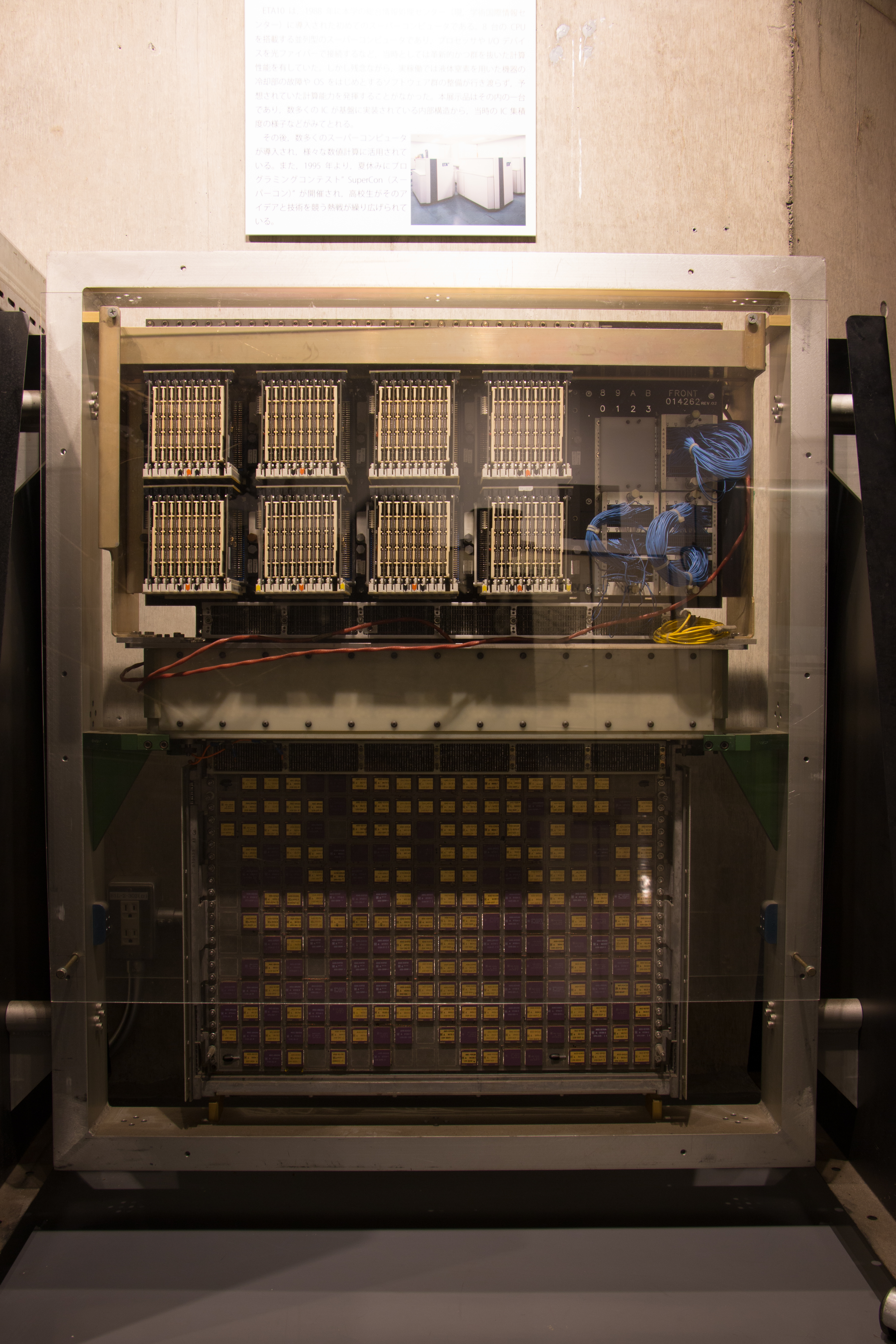
ETA10 CPUユニット内部。上段左にメモリ、上段右には接続に用いられた光ファイバー、下段にCPUが見える。東京工業大学博物館所蔵。

ETA10のハードウェアは、基本的にCDC Cyber-205のアーキテクチャをベースにしており、互換性があった。Cyberシリーズと同様、ETA10はクレイのマシンのようなベクタープロセッサを使わず、メモリアクセスをパイプライン化して高速な主記憶装置（メモリ）を接続していた。共有メモリ型のマルチプロセッサ機であり、最大8個のCPU（と最大16個のI/Oプロセッサ）を接続している。各CPUは1命令サイクルで 4つの倍精度演算か 8つの単精度演算を実行できる。
ETA10の性能は液体窒素冷却による動作周波数の高速化によるものである。一般的なCMOS技術で製造されていたが、CPUを冷却することによって 7ナノ秒という命令サイクルを実現した。ETA10-FとETA10-Gは液冷式の 7ナノ秒命令サイクルのマシンであり、ETA10-QとETA10-Pは空冷式の19ナノ秒命令サイクルのマシンである。後者は "Piper" とも呼ばれた。いずれのマシンでもシングルプロセッサマシンとしてもマルチプロセッサマシンとしても構成可能である。
ETA10のCPUはCMOSゲートアレイを250個、44層のプリント基板 (PCB) に実装したものである。個々のゲートアレイは20,000ゲートを集積しており、1.25μmルールで製造されている。当時の一般的なCMOSゲートアレイは3μmから5μmルールだった。当時のスーパーコンピュータでCMOSを採用することは一般的ではなかったが、集積度が高いので配線による遅延を低減できるとの判断でCMOSを採用している。しかしECLに比べると遅いため、液体窒素で冷却してクロック周波数を上げるという技法を採用した。
各CPUにはSRAMで構成された400万ワードのローカルメモリが接続されている。それとは別に、DRAMで構成された2億5600万ワードの共有メモリがある。また、ETA10ではプロセッサやI/Oデバイスを光ファイバーで接続していた。1980年代のシステムとしては革新的な技術である。

### ソフトウェア
ETA10のソフトウェアはひどいものだったと言わざるをえない。1986年に出荷されたとき、完全動作するオペレーティングシステム (OS) もなかったのである。プログラムはアポロコンピュータ製ワークステーションから一度にひとつだけロードして実行する必要があった。そして、次のプログラムを実行するにはETA10をリブートしなければならなかった。当初、CDCはCyber 205のVSOSを移植する予定だったが、ハードウェアの性能を引き出すには新しいOSが必要であると判断された。
当時、UNIXがスーパーコンピュータに導入されて勢力を拡大していたが、ETAシステムズは独自のEOSオペレーティングシステムを開発することを選択した。1988年にはUNIX System V Release 3をベースとしたOSが導入されたことで、ETA10はやっと使えるシステムになった。
ETAのソフトウェアの問題はOSの選択だけではなかった。FORTRANコンパイラはほとんど変更を加えずにCDC Cyber 205から持ち込まれた。ソースコードの互換性が重要視されつつあった時代に、ETA10のコンパイラは独特なコーディングが必要だった。さらに、コンパイラ最適化技術の進歩には追随していなかった。

## 導入例
全部で25システムが出荷されている。以下に導入例を挙げる。
- フロリダ州立大学 - 1号機を1987年1月5日に導入
- ジョンソン宇宙センター
- ジョン・フォン・ノイマン・スーパーコンピュータセンター
- パデュー大学 - ETA10へのUNIX System Vの移植を行った。
- 東京工業大学 - 液冷の8CPUシステムを導入
- 明治大学 - ETA10-Pを1989年に導入
- 台湾中央研究院[2]
- ドイツ気象局

NASAによれば、ETA10はエイムズ研究センターでの受け入れ試験で不合格になったという。

### 東京工業大学への納入
1988年、日本の東京工業大学はETA10を導入した。これは東京工業大学の情報処理センターとしては初めてのスーパーコンピュータの導入である。通常、初めての導入ともなれば失敗しないように実績のあるマシンを選択するものだが、ETA10が選択されたことにはいくつかの要因があった。まずETA10のカタログ性能10GFLOPSは当時としてはずば抜けていた。そして当時、米国と日本は貿易摩擦問題があり、その象徴としてスーパーコンピュータの貿易不均衡について米国が日本に圧力をかけていた（日米スパコン貿易摩擦）。以上のことから導入が決定されたのである。
しかし、納入されたETA10は非常に故障が多いため8ウェイのマルチプロセッサマシンとしてはなかなか使えず、結果として8台の1.25GFLOPSのシングルプロセッサマシンとして使われていたと言われている。後に東京工業大学はCray C916を導入。こちらは故障もなく稼動し、利用率も高かった。